# Ваиаку
Ваиаку (англ. Vaiaku) — деревня в Тувалу, расположенная на южном берегу острова Фонгафале в атолле Фунафути, являющаяся административным центром острова и атолла
. В Ваиаку расположены все административные здания страны и правительство Тувалу, поэтому столицей Тувалу иногда называют Ваиаку или Фонгафале, хотя официально столицей является целый атолл Фунафути. Также в Ваиаку расположен единственный в стране отель и стадион — Ваиаку Ланги и Стадион Ваиаку.
По данным переписи 2002 года Ваиаку насчитывает 516 жителей, в то время как на всём атолле Фунафути живут 4492 человека.
Климат Ваиаку -  экваториальный с высоким уровнем осадков круглый год.